# Грб Јеврејске аутономне области
Грб Јеврејске аутономне области је званични симбол једног од субјеката Руске федерације са статусом аутономне области — Јеврејске аутономне области. Грб је званично усвојен 31. јула 1996. године.

## Опис грба
Грб има облик француског хералдичког штита (са односом ширине и висине 8 : 9) поља аквамарине боје, преко кога у горњем и доњем дијелу прелазе уске хоризонталне пруге, које се састоје од бијело—плаво—бијелих трака у једнаким ширинама, и симболизују ријеке Биру и Биџан. У централном дијелу поља је злати сибирски тигар са црним пругама као у природној боји. Слика тигар окренута је ка десно, у односу посматрача.
Боја позадине — аквамарин представља боју огромног пространства тајги, Руског далеког истока, те њихова брда, поља и ливаде. Сибирски тигар приказан је јер он указује на необичну историју и чудан начин развоја тог подручја.